# Family (película)
Family (en japonés: FAMILY ファミリー, Famiri?) es una película japonesa sobre la yakuza dirigida por Takashi Miike en 2001. Basada en un manga creado por Hisao Maki e ilustrado por Eishi Kimura. Esta película junto con su secuela Family 2, también dirigida por Takashi Miike, componen la saga Family completa.

## Argumento
El yakuza Iwaida del grupo Nishiwaki en una misión de cobro de deudas, no encuentra al deudor, por lo que viola a la esposa del deudor, Haruko, mientras su marido y su hijo pequeño, Takashi, se esconden en secreto en el armario. Más tarde, el marido se emborracha durante el día y se pelea con unos matones callejeros que lo matan a golpes. Su hijo mayor, Hideshi, encuentra a los matones y les hace lo mismo que le hicieron a su padre. Años después, es asesinado el famoso líder yakuza Iwaida Nishikawi, el mismo que violó a aquella mujer años atrás. El asesino es un famoso sicario llamado Takeshi, y a partir de este suceso, los hermanos perdidos de Takeshi intentarán encontrarlo para protegerlo, aunque el propio Takeshi huirá intentando encontrar a una enfermera que presenció el asesinato. 

## Reparto
| Actor            | Papel        |
| ---------------- | ------------ |
| Ken'ichi Endô    | Kenmochi     |
| Kojiro Hongo     |              |
| Koichi Iwaki     | Hideshi Miwa |
| Taishu Kase      | Takeshi Miwa |
| Ryuji Katagiri   |              |
| Kazuya Kimura    | Takashi Miwa |
| Toshiya Nagasawa |              |
| Yōko Natsuki     |              |
| Marumi Shiraishi |              |
| Rikiya Yasuoka   |              |
| Tatsumaru Kaki   |              |

## Otros créditos
- Productore ejecutivo: Hidehiro Ito
- Producción: Hisao Maki y Tsugio Oikawa.
- Planificación: Hidehiro Ito y Masahiro Tanaka.
- Cooperación en materia de planificación: Hiroyuki Fujiwara y Ryō Kawakami.
- Productor: Naoki Abe y Ogita Yamamoto (WA-RU)
- Director de producción: Tetsushi Onoyama.
- Asistente de dirección: Kazuhito Kubodera.
- Grabación (sonido): Yukiya Sato.
- Técnico de iluminación: Masaki Miyawaki.

## Lanzamiento
Family tuvo una proyección anticipada en teatro Tenroku Hokutenza de Osaka el 10 de marzo de 2001.Luego se estrenó, y se estuvo proyectando, en el Ginza Cine Pathos de Tokio, el 31 de marzo de 2001.La película duraba cerca de dos horas (111 min.), pero para su lanzamiento en VHS se cortó y fue editada en dos partes con más duración en conjunto, (parte 1: 78 min.) (parte 2: 80 min.)
- FAMILY. Estrenada el 31 de marzo de 2001 en cines, y distribuida por Museum en VHS en Japón.
- FAMILY 2. Publicada el 21 de septiembre de 2001 directamente a vídeo (VHS), distribuida por Museum en Japón.

Fue editada en DVD fuera de Japón por Film 2000 Japan y Tokyo Shock entre otras distribuidoras. Hubo alguna edición que incluía las dos partes de Family, como: "Takashi Miike's Family saga", y una especial llamada "Takashi Miike Collection DVD", con 4 DVDs, que contienen: Bodyguard Kiba, Bodyguard Kiba: Apocalypse Of Carnage, Family y Family 2.

## Recepción
Pedro Morata en una reseña para Asian Movie Pulse, escribió: «El conjunto en sí, el mal encuadre, la oscuridad de todas las imágenes, la extravagancia total de la historia y el sinsentido total de la misma lo que hace que el espectador no lo soporte más allá de un tiempo. Tiene algunos momentos buenos y salvables, por supuesto, pero ni siquiera el propio Miike es capaz de salvar la mediocridad. Por otro lado, las actuaciones quizá sean lo más rescatable, al margen de algunas secuencias de acción. En definitiva, “Familia 1 y 2” no aporta nada nuevo al género ni a ninguna película que hayas visto del director, por lo que no pasará nada si te la pierdes. Sólo vale la pena verlo si quieres experimentar en su totalidad la extensa filmografía del gran Takashi Miike».
En una reseña de Asiaphilie, comentaron: «Asistimos a una sucesión de escenas narrativas bastante planas que sólo pretenden aumentar la anticipación del espectador ante el próximo enfrentamiento. Porque intrigas y peleas se alternan con un rigor metronómico que casi arruina la sorpresa de cada escena. Y no hablemos de la banda sonora, que es un completo fracaso. Para los fanáticos todavía se puede ver, pero no va más allá del nivel de una película de acción básica, aunque algunas locuras al estilo Miike se han infiltrado en la trama. Desafortunadamente, no son lo suficientemente numerosas ni completas para salvar la película».